# Franz A. Zölch

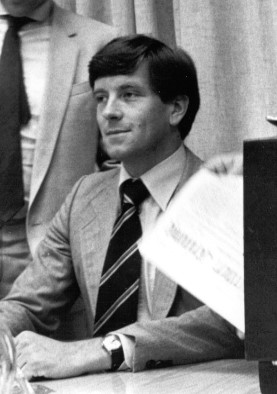
Franz A. Zölch (1986)

Franz Adolf Zölch (* 29. Januar 1949; heimatberechtigt in Schelten und Burgergemeinde Bern) ist ein Schweizer Medienjurist, früherer Eishockeyfunktionär und verurteilter Betrüger.

## Leben
Zölch stammt aus der gleichnamigen Spiezer Hotelierfamilie. Er studierte Rechtswissenschaften an der Universität Bern, wo er 1976 mit dem Lizenziat abschloss. Weiter studierte er Publizistik und Journalistik in Bern, Zürich und Freiburg. Von 1976 bis 1983 war er im Anwaltsbüro von Hans W. Kopp in Zürich angestellt und arbeitete zeitweise an einer Dissertation über Kommunikationsrecht.
Ab 1983 war Zölch Inhaber einer Praxis für Urheber-, Verlags-, Medien- und Werberecht in Bern. Er arbeitete auch als Dozent, u. a. am Medienausbildungszentrum MAZ, der Universität der italienischen Schweiz und der Fachhochschule Nordwestschweiz. 1991 wurden er und seine damalige Frau, die Politikerin Elisabeth Zölch, Burger der Stadt Bern und Angehörige der Gesellschaft zu Schiffleuten. In den Jahren 1993 bis 2008 war Zölch Mitglied des Bankrats der DC Bank in Bern.
Von 1995 bis 2006 war Zölch Präsident der heute nicht mehr existenten Schweizerischen Eishockey-Nationalliga GmbH. In der Schweizer Armee war er als Brigadier Chef Truppeninformationsdienst der Armee. 2007 wurde seine Ehe mit Elisabeth Zölch geschieden.

## Delikte
Seit 2008 berichten Medien über finanzielle Probleme von Zölch. Er wurde im September 2015 wegen Betrugs verurteilt. 2017 berichteten die Medien, dass Zölch Schulden im Umfang von fünf bis zehn Millionen Franken habe und angesichts zahlreicher Betreibungen untergetaucht sei.
2019 erhob die Berner Staatsanwaltschaft erneut Anklage gegen Zölch wegen gewerbsmässigem Betrug und Betrugsversuchen. In den Jahren 2008 bis 2011 soll Zölch von Bekannten, Geschäftspartnern und Freunden rund 630'000 Franken ertrogen haben. Am 16. März 2021 verurteilte ihn das Regionalgericht Bern-Mittelland dafür zu einer Freiheitsstrafe von 30 Monaten, davon 12 Monate unbedingt. In zweiter Instanz erhöhte das Berner Obergericht im März 2022 die Strafe auf vier Jahre und fünf Monate. Auf eine Beschwerde gegen dieses Urteil an das Bundesgericht verzichtete er, wehrte sich aber juristisch gegen seinen Haftantritt und machte dabei gesundheitliche Gründe geltend. Im Juni 2024 lehnte das Bundesgericht seine Beschwerde gegen einen weiteren Strafaufschub ab.

## Schriften (Auswahl)
Als Autor:
- Persönlichkeitsrecht und Medien, insbesondere das Recht der Gegendarstellung. In: Leo Schürmann: Medienrecht. Stämpfli, Bern 1985, ISBN 3-7272-0837-6, S. 159–200.
- Das Recht der elektronischen Medien. In: Leo Schürmann, Peter Nobel: Medienrecht. 2., überarbeitete Auflage. Stämpfli, Bern 1993, ISBN 3-7272-0878-3, S. 71–210.
- (mit Rena Zulauf) Kommunikationsrecht für die Praxis: Ein Hand- und Arbeitsbuch zur Lösung kommunikations- und medienrechtlicher Fragen für Presse, Radio, Fernsehen und neue Medien. Stämpfli, Bern 2001, ISBN 3-7272-9991-6 (auch auf Französisch und Italienisch erschienen). 2., vollständig überarbeitete und erweiterte Auflage: Stämpfli, Bern 2007, ISBN 978-3-7272-9957-5.

Als Herausgeber:
- (Gesamtredaktion) Videorecht und Videopraxis in der Schweiz: Ein Leitfaden und Nachschlagewerk für den Praktiker. Sauerländer, Aarau 1986.
- (mit Roy Oppenheim, Dieter Stolte) Das Publikum als Programm: Matthias Steinmann – Forscher, Unternehmer und Autor. Festschrift zum sechzigsten Geburtstag von Professor Dr. Matthias Steinmann. Stämpfli, Bern 2002, ISBN 3-7272-9908-8.
- (mit Roy Oppenheim, Matthias Steinmann) Journalismus aus Leidenschaft: Oskar Reck – ein Leben für das Wort. (= Beiträge zur Kommunikations- und Medienpolitik. Bd. 14). Stämpfli, Bern 2003, ISBN 3-7272-3240-4.
- (mit Urs Scherrer) Sportveranstaltungen: Im Fokus von Recht und Wirtschaft. Orell Füssli, Zürich 2004, ISBN 3-280-07060-0.